# Francs, Gironde
Francs är en kommun i departementet Gironde i regionen Nouvelle-Aquitaine i sydvästra Frankrike. Kommunen ligger i kantonen Lussac som tillhör arrondissementet Libourne. År 2022 hade Francs 178 invånare.

## Befolkningsutveckling
Antalet invånare i kommunen Francs
Referens:INSEE